# White Martins
White Martins é uma empresa multinacional brasileira que atua no mercado de fabricação de gases industriais e medicinais.

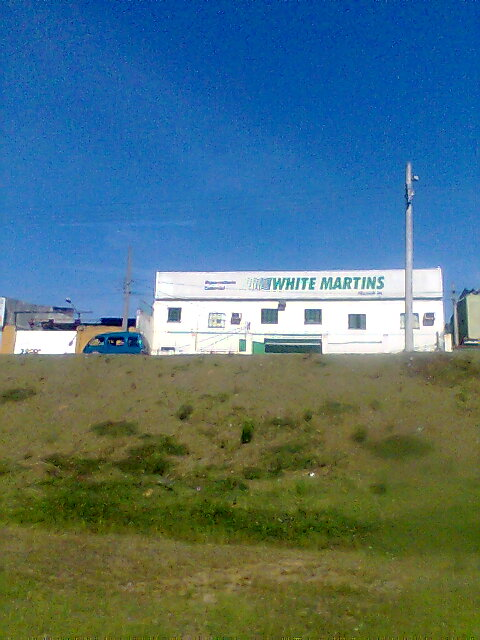
Fachada de um distribuidor da White Martins

A empresa foi fundada em 1912 no bairro de São Cristóvão, no Rio de Janeiro, então capital da república. Foi fundada por Affonso Bebbiano, Simon McLauchlan, George White, Mark Sutton e Estevão Ferreira com o nome McLauchlan e Cia. e, oito anos depois, a empresa mudou o nome para White Martins, com a saída de Simon McLauchlan da sociedade.
Ao longo da sua história, a White Martins obteve diversos reconhecimentos pelo forte compromisso com inovação, produtividade, sustentabilidade e diversidade.
A White Martins é fornecedora de todos os polos petroquímicos brasileiros e tem sido uma das maiores parceiras da indústria siderúrgica. A empresa tem também forte presença no setor metal-mecânico, de alimentos, bebidas, meio ambiente e no segmento de clientes de pequeno consumo, no setor médico-hospitalar e na área de gás natural.
É uma das empresas do grupo Linde plc, resultado da fusão entre as empresas Linde AG e Praxair.